# Гунст, Томас
Томас Гунст (нем. Thomas Gunst, 26 июля 1959, Бад-Дюркхайм, ФРГ) — немецкий хоккеист (хоккей на траве), полевой игрок. Серебряный призёр летних Олимпийских игр 1984 года. 

## Биография
Томас Гунст родился 26 июля 1959 года в немецком городе Бад-Дюркхайм.
Начал играть в хоккей на траве за «Дюркхаймер». В 1981 году перешёл во «Франкенталь», в составе которого в 1983 году выиграл чемпионат ФРГ по хоккею на траве, в 1984 году — Кубок европейских чемпионов, а также в 1982—1984 годах трижды был чемпионом страны по индорхоккею. Впоследствии вернулся в «Дюркхаймер».
В 1979 году в составе юниорской сборной ФРГ завоевал серебряную медаль чемпионата мира.
В 1982 году выиграл серебро чемпионата мира в Бомбее, в 1983 году — бронзу чемпионата Европы в Амстелвене.
В 1984 году вошёл в состав сборной ФРГ по хоккею на траве на летних Олимпийских играх в Лос-Анджелесе и завоевал серебряную медаль. Играл в поле, провёл 1 матч, мячей не забивал.
В 1986 году стал победителем Трофея чемпионов.
В 1984 и 1988 годах завоевал золотые медали чемпионата Европы по индорхоккею.
В 1980—1988 годах провёл за сборную ФРГ 70 матчей, в том числе 46 на открытых полях, 24 в помещении.
Играл за ветеранскую сборную Германии, в составе которой в 2006 году выиграл чемпионат мира среди мужчин старше 45 лет.